# Викрадач тіней
«Викрадач тіней» (фр. «Le Voleur d’ombres») — фантастичний роман французького письменника Марка Леві.
Вперше роман вийшов 2010 року у Франції. Він неодноразово перевидавався та був перекладений багатьма мовами, зокрема й українською.

## Сюжет
Головний герой роману — тихий, непримітний хлопчик із невеликого провінційного міста. Він наділений даром спілкування з людськими тінями — може позичати їх на певний час, чути та розмовляти з ними. Неодноразово тіні просять його про допомогу для своїх власників. І хоча хлопчик не дуже радий своєму вмінню, завдяки йому, у шкільні роки інколи намагався змінити на краще долю близьких йому людей, а ставши лікарем у дорослому віці — рятувати пацієнтів. Батько залишив сім'ю, коли хлопець був ще малим, його виховувала мама і вони з нею дуже близькі.
Ще у підлітковому віці, під час канікул у курортному містечку на морі, хлопець познайомився із глухонімою від народження дівчиною на ім'я Клеа. Вони закохалися, весь час проводили разом, спілкуючись за допомогою жестів та слів, написаних у небі повітряним змієм. Від'їжджаючи, хлопець залишив змія Клеа та пообіцяв приїхати наступного літа. Втім більше так і не повернувся. Випадково, через багато років, він опинився у тому містечку зі своїми друзями Люком та Софі. Тут він згадав підліткове кохання й знайшов у закинутому маяку свого повітряного змія — із запискою від Клеа. Хлопець почав пошуки дівчини, перетворившись на справжнього детектива та долаючи внутрішні страхи, сумніви й сором'язливість, бо, як визнав сам:
|                                             | Хіба можна забути жінку, яка тобі пише за допомогою повітряного змія... |
| — «Викрадач тіней», Марк Леві, 2017, с. 191 |                                                                         |

## Видання
У Франції роман вийшов у паперовому та електронному форматах. Він неодноразово перевидавався та був перекладений кількома мовами, зокрема й українською, англійською, в'єтнамською, естонською, іспанською, італійською, китайською, німецькою, перською, португальською, російською, румунською, турецькою.
Перелік вибраних видань українською мовою:
- Марк Леві. Викрадач тіней = Le Voleur d’ombres / пер. з фр.: Марія Венгерівська, Жанна Шевченко. — Київ : Махаон-Україна, 2012. — 304 с. — ISBN 978-617-526-459-1.
- Марк Леві. Викрадач тіней = Le Voleur d’ombres / пер. з фр.: Марія Венгерівська, Жанна Шевченко. — Київ : Рідна мова, 2017. — 192 с. — (Світовий бестселер рідною мовою) — ISBN 978-966-917-184-9.
- Марк Леві. Викрадач тіней = Le Voleur d’ombres / пер. з фр.: Марія Венгерівська, Жанна Шевченко. — Київ : Рідна мова, 2017. — 192 с. — (Світовий бестселер рідною мовою) — ISBN 978-966-917-150-4.

## Сприйняття
Роман дістав схвальні відгуки критиків та читачів. Це книга для дорослих, але більшість проблем та питань, порушених у ній, актуальні для підлітків, і тому досить часто вона перебуває в переліках видань, рекомендованих для юнацтва. В Україні книга увійшла до довгих списків XIX Всеукраїнського рейтингу «Книжка року 2017», у номінації «Дитяче свято», категорія «Підліткова та юнацька література».